# Trace Urban
Trace Urban este un canal de muzică urbană. A fost înființat în 2003 de către Olivier Laouchez și este în prezent difuzat în peste 60 de țări din întreaga lume. Trace Urban difuzează cele mai populare genuri de muzică urbană, inclusiv cele mai noi: R&B, Hip Hop, Reggae, Latin, Dancehall, Reggaeton, Oriental, Afro Beats, Electro, Techno, Club etc. Muzica este difuzată în diverse formate, cum ar fi videoclipuri muzicale, topuri, making-of-uri, în spatele scenei, concerte etc. Trace Urban are o rețea exclusivă de corespondenți cu sediul în cele mai importante orașe din întreaga lume care produc, cu o abordare multiculturală și urbană, emisiuni și interviuri despre muzică, oameni, modă, dans, sport, stil de viață și cinema. Este al treilea cel mai distribuit canal francez din lume de către rețelele de televiziune.

## Legături externe
- Site oficial Arhivat în 17 mai 2015, la Wayback Machine.